# Tetraclitella purpurascens
Tetraclitella purpurascens is een zeepokkensoort uit de familie van de Tetraclitidae.